# George Darby
George Darby (v.1720 - 1790) est un officier de marine britannique du XVIIIe siècle. Il sert dans la Royal Navy pendant la guerre de Sept Ans et la guerre d'indépendance des États-Unis et termine sa carrière avec le grade de Vice Admiral.

## Biographie

### Jeunesse et débuts pendant la guerre de Sept Ans
George Darby est le second fils de Jonathan Darby III Esq. (mort vers 1742/3), de Leap Castle, dans King's County Irlande. Darby intègre la Royal Navy en tant que volontaire. Il reçoit son premier commandement en 1747 et sa carrière n'est émaillée par aucun combat jusqu'au début de la guerre de Sept Ans, pendant laquelle il sert sous les ordres de l'Admiral Rodney la capture de la Martinique en 1762.

### Guerre d'indépendance des États-Unis
Pendant la guerre d'indépendance des États-Unis qui a lieu entre 1775 et 1783, la démission de l'Admiral Keppel après la crise suivant la bataille d'Ouessant en 1778 laisse vacant le poste de commandant de la Channel Fleet. En 1778 Darby est promu Rear-Admiral et l'année suivante Vice-Admiral, en raison de sa proximité avec Lord Sandwich, First Lord of the Admiralty, pendant le procès en cour martiale de l'Admiral Palliser. Ainsi, il parvient de manière inattendue au commandement de la Channel Fleet en 1780 à une époque de grand danger pour la Grande-Bretagne. Il est nommé Lord de l'Amirauté. En avril 1781, il participe au secours de Gibraltar assiégé par les Espagnols, pour la deuxième fois pendant la guerre. Cet événement a été immortalisé par un portrait en pied du peintre George Romney, exposé au National Maritime Museum. Au changement de ministère en 1782, il démissionne de son commandement et ne servira plus en mer. Il est Member of Parliament pour Plymouth (1780-1784). Il est l'oncle de l'Admiral Sir Henry D'Esterre Darby.

## Sources et bibliographie
- (en) Cet article est partiellement ou en totalité issu de l’article de Wikipédia en anglais intitulé « George Darby » (voir la liste des auteurs).